# Prinsessan Louise, hertiginna av Argyll
Prinsessan Louise, hertiginna av Argyll (Louise Caroline Alberta), född 18 mars 1848, död 3 december 1939, var en brittisk prinsessa, medlem av det brittiska kungahuset, drottning Viktorias sjätte barn och fjärde dotter. Hennes make, hertigen av Argyll, var Kanadas generalguvernör. Hon var sekreterare åt sin mor drottning Viktoria mellan 1862–1871.

## Tidigt liv
Prinsessan Louise föddes 18 mars 1848 på Buckingham Palace i London. Hennes mor var den dåvarande brittiska monarken, Viktoria I av Storbritannien. Hennes far var prins Albert. Förlossningen var den första där drottningen fick hjälp av kloroform. Tidpunkten för Louises födelse sammanföll med de revolutioner som svepte över Europa 1848, vilket fick drottningen att anmärka att Louise skulle visa sig vara "något märkligt". Som dotter till regenten fick prinsessan titeln hennes kungliga höghet från födseln. Hon döptes i det privata kapellet på Buckingham Palace av John Bird Sumner, ärkebiskop av Canterbury, 13 maj 1848.
Louise utbildades mestadels av en guvernant på Windsor Castle, men fick tillåtelse att gå på Kensington National Art Training School då hon var 20.

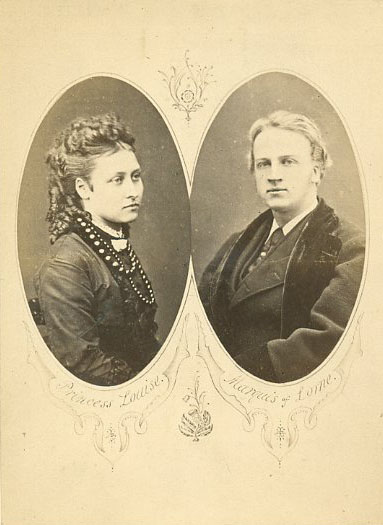
Förlovningsfoto mars 1870 - prinsessan Louise och markisen av Lorne

## Möjliga makar
Louises mor, drottningen, ville att dottern skulle gifta sig och började söka efter en lämplig make. Prinsessan av Wales (senare drottning Alexandra) föreslog sin bror kronprins Frederik av Danmark som en möjlig kandidat, men drottningen var emot ännu ett danskt äktenskap eftersom det kunde irritera Preussen (se Andra Schleswigkriget för detaljer om konflikten mellan de båda länderna). Han gifte sig istället med Louise av Sverige.
Louises äldsta syster, kronprinsessan av Preussen, föreslog sin makes kusin, den långe och rike Albrecht av Preussen. Han var dock inte villig att bosätta sig i England. Viktoria föreslog då att Louise skulle gifta sig med en medlem av den brittiska adeln, men prinsen av Wales (senare kung Edvard VII), motsatte sig denna idé.

## Äktenskap
Slutligen valdes en lämplig kandidat, den skotske markisen av Lorne, John George Edward Henry Douglas Sutherland Campbell, arvtagare till titeln hertig av Argyll. Markisens föräldrar var bekanta med drottningen och godkände den föreslagna unionen. Markisen var även parlamentsledamot.
Prinsessan Louise gifte sig med markisen av Lorne 21 mars 1871 i St George's Chapel på Windsor Castle.

## Kanada
År 1878 erbjöds markisen posten som Kanadas generalguvernör. Den 14 november 1878 avreste makarna från Liverpools hamn på den långa resan till Kanada. Prinsessan Louise blev populär i Kanada, hon reste mycket runt i landet, och hon besökte även grannlandet USA.
Prinsessan Louise ansågs vara den vackraste av systrarna, hon var konstnärlig och en skicklig skulptör och målare. Hon målade både i olja och akvarell. En dörr där hon målat blommande äppelkvistar kan fortfarande ses i korridoren i Monckflygeln på Rideau Hall. Hon gav namnet Regina (vilket är latin för drottning) till huvudstaden i Northwest Territories (efter 1905 provinsen Saskatchewan), och både distriktet Alberta i Northwest Territories (senare provinsen Alberta) och Lake Louise uppkallades efter henne. Även om hon ofta var sjuk, var hon en omtänksam kvinna som under ett utbrott av scharlakansfeber själv tog hand om de sjuka.
Prinsessan Louise besökte Toronto General Hospital vid tre dokumenterade tillfällen: 10 september 1879 och 13 september 1883, tillsammans med markisen av Lorne, och 29 maj 1880 tillsammans med sin bror, prins Leopold. Vid dessa tre tillfällen skrev hon enbart in sig i sjukhusets besöksregister som "Louise". 
14 februari 1880 blev hon allvarligt skadad då generalguvernörsparets släde välte på Ottawas gator. Louise återvände som konvalescent till England och, fastän hon tillfrisknade helt, lämnade hon lord Lorne att ensam ta hand om generalguvernörsuppgifterna under två år.

## Hertiginna av Argyll
24 april 1900 avled den 8:e hertigen av Argyll och markisen av Lorne blev den 9:e hertigen av Argyll, och Louise blev hertiginna av Argyll.
Hertigen avled 1914 i lunginflammation efter att ha varit alltmer dement ett par år. Prinsessan Louise, nu änka, besökte under Första världskriget kanadensiska armétrupper som kom för att strida i Frankrike. Hon avled, nittioett år gammal, på Kensington Palace, 3 december 1939. Enligt hennes eget önskemål kremerades hon på Golders Green Crematorium i norra London och hennes aska begravdes på den kungliga begravningsplatsen vid Frogmore, där hennes föräldrar också är begravda.
Hertigen och hertiginnan av Argyll fick inga barn. Enligt en forskare var prinsessan steril på grund av hjärnhinneinflammation i tonåren. I flera biografier har dock hertigens sexuella läggning diskuterats. Säkert är att han föredrog andra mäns sällskap framför sin hustrus och han och prinsessan Louise var separerade under långa perioder, till synes av temperamentsskäl.

## Titlar
- 1848-1871: Hennes kungliga höghet Prinsessan Louise
- 1871-1900: Hennes kungliga höghet Prinsessan Louise, markisinna av Lorne
- 1900-1939: Hennes kungliga höghet Prinsessan Louise, hertiginna av Argyll

## Antavla
|                     |  |  |  |  |  |  |  |                                   |  |  |  |  |  |  |  |                                                |  |  |  |  |  |  |  | 8. Hertig Frans Fredrik av Sachsen-Coburg-Saalfeld (även 14.) |
|                     |  |  |  |  |  |  |  |                                   |  |  |  |  |  |  |  |                                                |  |  |  |  |  |  |  |                                                               |
|                     |  |  |  |  |  |  |  |                                   |  |  |  |  |  |  |  | 4. Hertig Ernst I av Sachsen-Coburg-Gotha      |  |  |  |  |  |  |  |                                                               |
|                     |  |  |  |  |  |  |  |                                   |  |  |  |  |  |  |  |                                                |  |  |  |  |  |  |  |                                                               |
|                     |  |  |  |  |  |  |  |                                   |  |  |  |  |  |  |  |                                                |  |  |  |  |  |  |  | 9. Augusta av Reuss-Ebersdorf (även 15.)                      |
|                     |  |  |  |  |  |  |  |                                   |  |  |  |  |  |  |  |                                                |  |  |  |  |  |  |  |                                                               |
|                     |  |  |  |  |  |  |  | 2. Albert av Sachsen-Coburg-Gotha |  |  |  |  |  |  |  |                                                |  |  |  |  |  |  |  |                                                               |
|                     |  |  |  |  |  |  |  |                                   |  |  |  |  |  |  |  |                                                |  |  |  |  |  |  |  |                                                               |
|                     |  |  |  |  |  |  |  |                                   |  |  |  |  |  |  |  |                                                |  |  |  |  |  |  |  | 10.Hertig August av Sachsen-Gotha-Altenburg                   |
|                     |  |  |  |  |  |  |  |                                   |  |  |  |  |  |  |  |                                                |  |  |  |  |  |  |  |                                                               |
|                     |  |  |  |  |  |  |  |                                   |  |  |  |  |  |  |  | 5. Luise av Sachsen-Gotha-Altenburg            |  |  |  |  |  |  |  |                                                               |
|                     |  |  |  |  |  |  |  |                                   |  |  |  |  |  |  |  |                                                |  |  |  |  |  |  |  |                                                               |
|                     |  |  |  |  |  |  |  |                                   |  |  |  |  |  |  |  |                                                |  |  |  |  |  |  |  | 11.Lovisa Charlotta av Mecklenburg-Schwerin                   |
|                     |  |  |  |  |  |  |  |                                   |  |  |  |  |  |  |  |                                                |  |  |  |  |  |  |  |                                                               |
| 1.Prinsessan Louise |  |  |  |  |  |  |  |                                   |  |  |  |  |  |  |  |                                                |  |  |  |  |  |  |  |                                                               |
|                     |  |  |  |  |  |  |  |                                   |  |  |  |  |  |  |  |                                                |  |  |  |  |  |  |  | 12. Kung Georg III                                            |
|                     |  |  |  |  |  |  |  |                                   |  |  |  |  |  |  |  |                                                |  |  |  |  |  |  |  |                                                               |
|                     |  |  |  |  |  |  |  |                                   |  |  |  |  |  |  |  | 6. Prins Edvard, hertig av Kent och Strathearn |  |  |  |  |  |  |  |                                                               |
|                     |  |  |  |  |  |  |  |                                   |  |  |  |  |  |  |  |                                                |  |  |  |  |  |  |  |                                                               |
|                     |  |  |  |  |  |  |  |                                   |  |  |  |  |  |  |  |                                                |  |  |  |  |  |  |  | 13. Charlotte av Mecklenburg-Strelitz                         |
|                     |  |  |  |  |  |  |  |                                   |  |  |  |  |  |  |  |                                                |  |  |  |  |  |  |  |                                                               |
|                     |  |  |  |  |  |  |  | 3. Drottning Victoria             |  |  |  |  |  |  |  |                                                |  |  |  |  |  |  |  |                                                               |
|                     |  |  |  |  |  |  |  |                                   |  |  |  |  |  |  |  |                                                |  |  |  |  |  |  |  |                                                               |
|                     |  |  |  |  |  |  |  |                                   |  |  |  |  |  |  |  |                                                |  |  |  |  |  |  |  | 14. Samma som 8.                                              |
|                     |  |  |  |  |  |  |  |                                   |  |  |  |  |  |  |  |                                                |  |  |  |  |  |  |  |                                                               |
|                     |  |  |  |  |  |  |  |                                   |  |  |  |  |  |  |  | 7. Viktoria av Sachsen-Coburg-Saalfeld         |  |  |  |  |  |  |  |                                                               |
|                     |  |  |  |  |  |  |  |                                   |  |  |  |  |  |  |  |                                                |  |  |  |  |  |  |  |                                                               |
|                     |  |  |  |  |  |  |  |                                   |  |  |  |  |  |  |  |                                                |  |  |  |  |  |  |  | 15. Samma som 9.                                              |
|                     |  |  |  |  |  |  |  |                                   |  |  |  |  |  |  |  |                                                |  |  |  |  |  |  |  |                                                               |